# Flensburg, Malmö
Flensburg är ett bostads-, kontors- och affärområde i stadsdelen Södra Innerstaden, Malmö. 
Området Flensburg ligger mellan Pildammsvägen och Trelleborgsvägen, söder om John Ericssons väg. Närmast Pildammsparken ligger Södra Sommarstadens förskola och strax intill Korrebäckens förskola. Kliniker för barnsjukvård vid Skånes universitetssjukhus, däribland Flensburgska barnsjukhuset, finns i området. Större delen av sjukhuset finns dock norr om John Ericssons väg. Södra Sommarstadens sjukhem söder om sjukhuset har lagts ner[när?] och lokalerna har byggts om till studentboendet Sommarstaden som färdigställdes 2006.
Väster om Per Albin Hanssons väg finns forskarbyn Medeon Science Parks kontor. Öster därom ligger Mobilia, Malmös äldsta shoppingcenter med ett 70-tal butiker[när?]. Områdets hyreshus ligger vid Dalaplan i norr och vid Stadiongatan i söder. Området bebyggdes huvudsakligen under 1950- och 1960-talen.
Området är uppkallat efter släkten Flensburg som kom från staden Flensburg. Släkten Flensburg var under en lång tid mäktiga jordinnehavare i Malmö.